# Parachimarrhis
Parachimarrhis  es un género monotípico de plantas con flores perteneciente a la familia de las rubiáceas. Incluye una sola especie: Parachimarrhis breviloba Ducke (1922). Es originaria de la cuenca del Amazonas, en el trópico de  Sudamérica.

## Descripción
Es un árbol que se encuentra en los bosques y zonas de inundación estacional.

## Taxonomía
Parachimarrhis breviloba fue descrita por Adolpho Ducke y publicado en Archivos do Jardim Botânico do Rio de Janeiro 3: 254, en el año 1922.